# Krótkotrwałe nawracające zaburzenia depresyjne
Krótkotrwałe nawracające zaburzenia depresyjne (ang. recurrent brief depression) – postać zaburzeń afektywnych, charakteryzująca się regularnym występowaniem krótkich (2–4 dniowych, rzadziej dłuższych) zespołów depresyjnych rozdzielonych okresami dobrego samopoczucia. Zostały opisane przez Jules'a Angsta. Są uwzględnione w klasyfikacjach DSM-5 i ICD-10. Kryterium wykluczenia jest występowanie zaburzeń u kobiet w związku z cyklem miesiączkowym. Epizody są zbyt krótkie by można było stosować w nich skuteczną farmakoterapię.
Krótkotrwałe nawracające zaburzenia depresyjne występują dwukrotnie częściej u kobiet niż u mężczyzn; początek objawów występuje zwykle przed 20. rokiem życia. Zaburzenia objawiają się nawracającymi, kilkudniowymi zespołami depresyjnymi o nasileniu od umiarkowanego do ciężkiego; mogą im towarzyszyć myśli i tendencje samobójcze. Objawy nie trwają dłużej niż 2 tygodnie; nawracają co 3–4 tygodnie, istotnie zaburzając funkcjonowanie chorej osoby.